# Cophixalus pulchellus
Espèce
Statut de conservation UICN

 DD  : Données insuffisantes
Cophixalus pulchellus est une espèce d'amphibiens de la famille des Microhylidae.

## Répartition
Cette espèce est endémique de la province du Sepik oriental en Papouasie-Nouvelle-Guinée. Elle n'est connue que dans les monts Hunstein à environ 1 000 m d'altitude.

## Publication originale
- Kraus & Allison, 2000 : Two new species of Cophixalus from New Guinea. Journal of Herpetology, vol. 34, no 4, p. 535-541.